# 우과나무
우과나무(愚果--, 학명: Idiospermum australiense 이디오스페르뭄 아우스트랄리엔세[*])는 받침꽃과의 단형 아과인 우과나무아과(愚果--亞科, 학명: Idiospermoideae 이디오스페르모이데아이[*])의 단형 속인 우과나무속(愚果--屬, 학명: Idiospermum 이디오스페르뭄[*])에 속하는 유일한 종이다. 열매는 우과(愚果, 영어: idiot fruit 이디엇 프루트[*])"이다.
오스트레일리아 퀸즐랜드주에 분포한다.

## 이름
한자어 "우과(愚果)"와 영어 "이디엇 프루트(idiot fruit)" 모두 "바보 열매"라는 뜻이다.
속명 "이디오스페르뭄"은 고대 그리스어로 "독특한"을 뜻하는 "이디오스(ἴδιος)"와 "씨"를 뜻하는 "스페르마(σπέρμα)"를 어원으로 두며, "씨앗이 독특한" 식물이라는 뜻이다. 종소명 "아우스트랄리엔세"는 "오스트레일리아의"를 뜻하는 라틴어이다.

## 계통 분류
1902년 루트비히 딜스가 받침꽃과(Calycanthaceae) 자주받침꽃속(Calycanthus) 아래에 기재하였으며, 1972년 스탠리 새처 블레이크가 우과나무과(Idiospermaceae) 우과나무속(Idiospermum) 아래에 재분류하였다. 2003년 APG II 분류 체계 및 그 이후의 APG III (2009년),  APG IV (2016년) 분류 체계에서는 우과나무과를 인정하지 않고 우과나무속을 받침꽃과 아래에 분류하였다.